# РК Житорађа
РК Житорађа је рукометни клуб из Житорађе, основан 1965. године.
Кроз своју дугу историју имао је више успона и падова. У периоду од 1994. године клуб за две године успева да „прескочи“ два ранга такмичења и да се пласира у II савезну лигу.
Тренутно се такмичи у Српска лига Исток 2013/14..

## Оснивање клуба
Рукометни клуб «Житорађа» из Житорађе» је основан 1965. године под називом РК «Задругар», а касније РК «Челик» Житорађа. Најпре се играо «велики рукомет» који је сушта супротност данашњег рукомета. Велики рукомет се играо на фудбалском терену и екипе су имале по 11 играча. Човек који је основао рукомет у Житорађи и отац рукомета је професор физичке културе Бане Марковић. Од 1965. године од када датира први званични записник са рукометне утакмице РК «Челик» Житорађа, који је претеча данашњег клуба РК «Житорађа», до данас кроз рукометни клуб је прошла читава једна плејада успешних људи општине Житорађа, топличког региона па и Србије. Под називом «Челик» Житорађа клуб датира од 1956. године до 1993. У том безбрижном времену утакмице су се играле на игралишту од бетона у школском дворишту пред пуно навијача који су бодрили свој клуб.. Од виђенијих људи који су се бавили рукометом су били будући председници општине Житорађа: Драговић Бранко, Миомир Филиповић и други у то време политички радници: Раде Златковић, Предраг Антанасковић, Никола Маљевић, Мића Вулић, др. Бора Косић, а главна звезда клуба што се касније испоставило је био садашњи премијер и председник СПС Ивица Дачић који је наступао за РК «Житорађа» око 3 године, док га школа и животне околности нису одвеле даље, што се касније показало у једну од најуспешнијих политичких каријера у Србији. Клуб под именом РК «Челик» Житорађа егзистира до 1991 године када се у тешким временима гаси. Године 1993. на иницијативу бивших играча и заљубљеника у рукометни спорт као и спортских радника пре свега Марковић Саше, Братислава, Николе, Паје и Марија Маљевића, Златковић Радисава, професора физичке културе Милчев Димитра, Милетић Радована, др. Боре Косића, Миће Вулића, Антанасковић Саше се одржава оснивачка скупштина РК «Житорађа» из Житорађе који тада мења име и носи назив свога места.

## Процват рукомета
Са настанком овог клуба настаје и процват рукометне игре у Житорађи.
Организациони део клуба преузимају др. Бора Косић као председник, директор Дома културе Мића Вулић, професори физичке културе Милетић Радован и Милчев Димитар. Клуб почиње да се такмичи у другој српској лиги група «Исток» и већ прве године у конкуренцији екипа, «Планинка» Куршумлија, «Јастребац» из Блаца, «Радана» из Лебана, «Сврљига» и других успева да са пласира у прву српску лигу већ прве године. 

Нова плејада играча која су играла на страни тј. у другим клубовима, немајући свој клуб пре свега Паја Маљевић, Саша Марковић, Филиповић Живојин, као и играчи који су раније наступали, Драган Станковић-Пајта, Голубовић Горан-Пајкаш, Стаменковић Бора-Пида, Миљковић Горан-Џери са новим играчима Маљевић Мариом, Косић Бобаном, Радивојевић Миљаном чине окосницу једног новог тима и под вођством тренерског тандема Милчев-Милетић крећу у пласман за већи ранг. 
Овај успешан повратак рукометаша РК «Житорађа» се прочуо те је следеће године клуб појачан са играчима из РК «Поречје» из Вучја где је више година пре тога наступао Паја Маљевић и тада су стигли у клуб Илић Ален из Ниша, Антић Предраг и Николић Вукадин из Вучја као и тренер Влада Николић такође из Вучја.
Овако формирана екипа са играчима високе класе је прве године у првој лиги у конкуренцији клубова РК «Топличанин» из Прокупља, РК «Машинац» из Ниша, РК «Дубочице» из Лесковца, РК «Планинке» из Куршумлије кренула у нову сезону и остварила 7 место у конкуренцији 16 екипа.
Већ следеће године не престају амбиције и након упознавања са новом лигом екипу као председник преузима Радослав Златковић тада секретар топличког округа, а за тренера се доводи познати стручњак Николић Драган из Прокупља. Екипа која је била изузетно организована на свим нивоима креће и почиње да руши све пре собом те сезону завршава на првом месту и успева да се пласира у тадашњу другу републичку рукометну лигу Србије. Са пласманом у највећи ранг такмичења од када постоји РК «Житорађа» и његова претеча РК «Челик» уз свесрдну помоћ Ивице Дачића као старог рукометног радника се отвара и прелепа спортска хала у Житорађи која је била услов такмичења у тадашњој другој лиги. 
Ушавши у наведену лигу РК «Житорађа» превазилази средину у којој постоји и у конкуренцији клубова из Ужица, Косовске Митровице, Ђаковице, Призрена, Мајданпека, Бора, «Напретка» из Крушевца, «Хебе» из Бујановца. Већ прве године успева да избори статус стабилног друголигаша. Симптоматично је да су утакмице игране у спортској хали у Житорађи која је постала «бастион» РК Житорађа, јер је на свакој утакмици присуствовало више од 1000 гледалаца. Заглушујућа бука и ужарена атмосфера при свакој утакмици давали су крила младим рукометашима РК «Житорађа». Ретко која екипа се могла похвалити у то време да је освојила бодове у спортској хали «Техеран» како су је прогласили противнички играчи због заглушујуће буке у њој.
При самом узлету и неслућеном напретку рукомета у Житорађи судбина се поиграла са Србијом те је 1999. године прекинуто првенство услед НАТО агресије на Србију. Можда је екипа која је тада наступала са браћом Маљевић, најбољим стрелцем лиге «Бомбардером са Преполца» Милојковић Зораном и најбољим играчем лиге Перић Иваном из Куршумлије играла најлепши и најубојитији рукомет. Тренер екипе је био др професор Саша Марковић професор на катедри рукомет на факултету физичке културе у Нишу.

## Пласман у првој републичкој рукометној лиги
Чудо није престајало већ 2000. године услед напуштања руководства клуба, због политичке ситуације у земљи вођење екипе преузимају сами играчи, Паја Маљевић, Марио Маљевић, Филиповић Живојин, Антанасковић Саша-Цоки, и за председника клуба постављају др Тому Илића професора на Вишој пољопривредној школи у Прокупљу. Поново се зида срушена кула и након почетних потешкоћа РК «Житорађа» постаје страх и трепет за многе клубове. У том периоду РК «Житорађа» успева да се пласира у Прву републичку рукометну лигу Србије где игра и данас 14 година касније. Са традиционално малим буџетом који сиромашна општина Житорађа није могла да одвоји, али великим знањем и вољом рукометаши Житорађа постају надалеко чувени по својој борбености.
Навешћемо пример да су у Новом Пазару пред око 2000 навијача, екипи која није изгубила на домаћем терену 15-година једино рукометаши нашег клуба успевају да три године остану непоражени. Увек су били поздрављени аплаузом и највећим почастима од стране коректне Новопазарске публике. Победама против ОРК «Ниша» у Нишу, будућег суперлигаша, «Епоксида» у Прибоју такође будућег суперлигаша тадашњи играчи су ушли у историју свога клуба. 
Сав тај рад је препознао и Рукометни Савез Србије где 2005 године РК «Житорађа» добија «златну плакету» рсс за развој рукомета. 
Показујући својим примером како се води клуб и на тај начин одушевљавајући све рукометне раднике из целе Србије млади рукометаши и чланови управе нашег клуба прескачући све препреке успевају да направе фантастично организован клуб.
Сви су се чудили како наш клуб успева са најмањим финансијским средствима буде увек у горњем делу табеле једне тешке лиге, у конкуренцији самих градова Јагодина, Ужице, Бор, Мајданпек, Ниш, Прокупље, Неготин, а да се у нижем рангу такмиче Алексинац, Пирот, Параћин, Ћуприја, Бела Паланка и други клубови. Рецепт је само један. Сви у клубу су давали себе и сви су радили волонтерски. 
Период после 2005. године можемо назвати завршним стадијумом развоја рукометног клуба, мада се то не може никада рећи. Оформљене су млађе селекције од дечака из пре свега ОШ»Топлички хероји» у Житорађи које је почео да тренира Паја Маљевић. Већ за две године, годиште 1998 се пласирало на завршни турнир државног првенства у Крушевцу у конкуренцији «Црвене звезде» из Београда, »Напретка» из Крушевца, »Синтелона» из Бачке Паланке и других гиганта рукометне Србије. Дечаци су побрали аплаузе и изгубили од «Црвене звезде» са једним голом разлике. Разлика у селекцији је била видљива да су звездини дечаци у просеку били « за две главе» виши од дечака из Житорађе. Тада креће још већи рад са децом. Ове године 2014. су се селекције 1998. и 1999. поново пласирале на завршни државни турнир у коме ће се такмичити са 16 најбољих екипа из Србије. 

## Нове наде
Услед популаризације рукометног спорта у Србији група девојчица њих око двадесетак је самоиницијативно почела да долази на тренинге мушких млађих селекција у спортској хали у Житорађи. Препознавши то Паја Маљевић је са групом рукометних радника пре свих Тасић Ивицом, Стаменковић Бором, Пиловић Срђаном 2013 године одржао оснивачку скупштину и развило се још једно рукометно чедо у Житорађи. Настао је ЖРК «Житорађа». Већ исте године је почео да се такмичи у другој рукометној лиги «Морава» и да постиже значајне резултате. Ова женска екипа је формирана од девојчица из Житорађе без иједне девојчице са стране. 
Прве првенствене утакмице су показале да је Житорађа погодно тло за развој женског рукомета. Данас женска селекција има први тим у коме се такмичи око 20 играчица као и школу рукомета у којој има тренутно око 70 полазника млађих узраста. Локална самоуправа која је препознала значај спорта је у 2013. години у спортској хали заменила дотрајали паркет и поставила рукометну подлогу «тарафлекс» која је на највишем нивоу за бављење рукометним спортом. Повећан је број термина за тренинге млађих селекција и већ је то дало резултате. Неколико талентованих дечака је већ отишло у Београд и Ниш на позив тамошњих клубова који су препознали њихов велики таленат. Можда су то нови будући асови рукометног спорта у Србији. Запамтите имена Миљковић Милан, Златановић Душан, Мрдаковић Огњен, Марковић Благоје, Илић Дејан, Маљевић Веселин, брзо ћете чути за њих.
Једна од највећих награда коју је добио РК Житорађа поред златне плакете рсс су и «Светосавска повеља» топличког округа 2014. године, проглашење најбољег спортског колектива у Топлици 1997. године.